# 圣叙尔皮斯 (涅夫勒省)
圣叙尔皮斯（法語：Saint-Sulpice，法語發音：[sɛ̃ sylpis] ⓘ）是法国涅夫勒省的一个市镇，位于该省中部，属于讷韦尔区。

## 地理
圣叙尔皮斯（47°3'20"N, 3°20'51"E）面积25.71 平方千米，位于法国勃艮第-弗朗什-孔泰大區涅夫勒省，该省份为法国中部省份，北至约讷省，西北接卢瓦雷省，西接谢尔省，南至阿列省，东南接索恩-卢瓦尔省，东临科多尔省。
与圣叙尔皮斯接壤的市镇（或旧市镇、城区）包括：圣伯南代布瓦、圣菲尔曼、博纳、蒙蒂尼欧萨莫涅、诺莱、圣让欧萨莫涅、沃达莫涅。

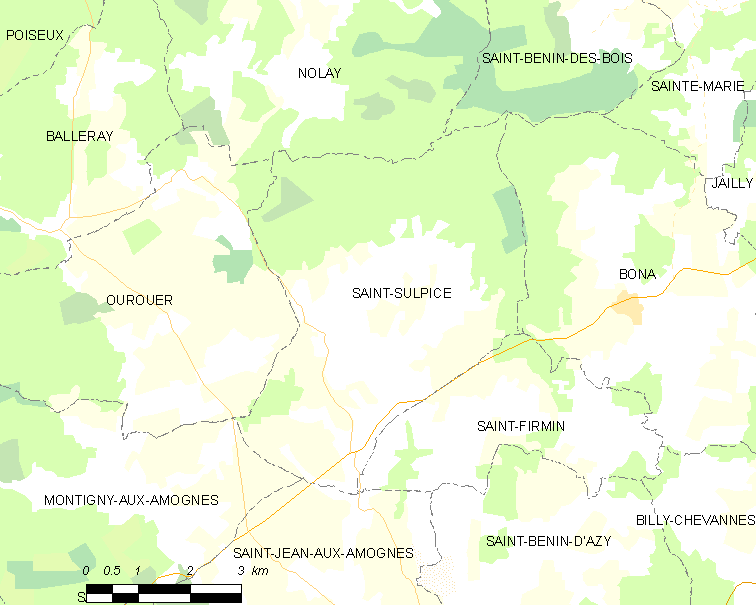
的OSM定位图

圣叙尔皮斯的时区为UTC+01:00、UTC+02:00（夏令时）。

## 行政
圣叙尔皮斯的邮政编码为58270，INSEE市镇编码为58269。

## 政治
圣叙尔皮斯所属的省级选区为盖里尼县。

## 人口

1962-2008年间人口变化图示

圣叙尔皮斯于2022年1月1日时的人口数量为418人。